# Актантная деривация
Акта́нтная дерива́ция — в языкознании: грамматическое преобразование, в результате которого предикатная лексема, претерпевая регулярное изменение лексического значения, приобретает вторичный (не соответствующий никакому партиципанту вершинного слова) актант или утрачивает один из партиципантов.

## Разновидности
В соответствии с семантическими преобразованиями, составляющими содержание актантной деривации, можно выделить следующие её типы:
- повышающая — увеличивает число актантов по сравнению с исходной описываемой предикатом ситуацией:
  - каузатив — создаёт для глагола вторичное подлежащее со значением агенса;
  - аппликатив — создаёт прямое дополнение;
  - версия (бенефактив) — создаёт косвенное дополнение[1].
- понижающая — уменьшает число участников. Единственная зафиксированная в языках мира разновидность актантной деривации, состоящей в устранении актанта — декаузатив, устраняющий из значения глагола партиципант со значением агенса. В славянских языках декаузатив служит для образования непереходных глаголов от переходных, например в рус. нагревать — нагреваться, где декаузатив с -ся имеет значение действия, происходящего самопроизвольно[1];
- интерпретирующая — не изменяет числа актантов, но меняет их типы и референцию. К интерпретирующим актантным деривациям могут быть отнесены рефлексив, реципрок и имперсонал[2].

## Актантная деривация и залог
Между залогом и актантной деривацией отсутствует жёсткая граница. В частности, в пределах одного языка и те, и другие значения могут выражаться одними и теми же грамматическими средствами (к примеру, с помощью -ся в русском языке). Однако залог и актантная деривация различаются выражаемыми значениями: залоговые преобразования затрагивают лишь прагматическую интерпретацию описываемой внеязыковой ситуации, в то время как при актантной деривации изменяется её семантическая интерпретация: состав участников и их семантические роли.